# Siergiej Krawczynski
Siergiej Michajłowicz Krawczynski, ps. „Stiepniak” (ros. Сергей Михайлович Кравчинский; ur. 13 lipca 1851 w Starodubie, zm. 23 grudnia 1895 w Londynie) – rosyjski narodnik, działacz anarchistyczny, rewolucjonista, pisarz.

## Życiorys
Syn Michała Krawczynskiego, który po powstaniu listopadowym został lekarzem wojskowym i osiadł w miejscowości Starodub, gdzie założył rodzinę. W 1871 roku za namową Piotra Kropotkina wystąpił z armii i związał się z ruchem narodników, a także z organizacją rewolucjonistów, działającą pod nazwą Narodnaja Wola, która w Imperium Rosyjskim dążyła do obalenia caratu. 
Był współorganizatorem propagandy rewolucyjnej wśród chłopów. Został aresztowany po czym w 1874 roku zbiegł na Bałkany. W roku 1875 uczestniczył w powstaniu w Hercegowinie, zaś od 1878 działał w Rosji, gdzie pod jego wpływem organizacja Ziemla i Wola rozpoczęła działalność terrorystyczną. 
W tym samym roku uczestniczył w zabójstwie szefa III Oddziału Kancelarii Osobistej Jego Cesarskiej Mości w Petersburgu (najwyższy organ tajnej policji Imperium Rosyjskiego), Nikołaja Mieziencowa, w wyniku czego zbiegł za granicę i ukrywał się, mieszkając najpierw we Włoszech i Szwajcarii, a następnie w Wielkiej Brytanii (Londyn), gdzie zajął się pracą literacką. W powieści Rosja podziemna (1882) przedstawił program ruchu narodników i sylwetki głównych jego przedstawicieli. Bardziej szczegółową ich charakterystykę zawarł w opublikowanej po raz pierwszy w języku angielskim w Londynie, powieści zatytułowanej Andriej Kożuchow (1889).